# Sidasodes
Sidasodes es un género de plantas fanerógamas de la familia Malvaceae con dos especies.

## Especies
- Sidasodes colombiana
- Sidasodes jamesonii

- Datos: Q6127427
- Especies: Sidasodes